# Farofa
La farofa è un contorno salato della cucina brasiliana, il cui ingrediente principale è la farina manioca o la farina di mais, generalmente passata nel grasso; a questo possono essere aggiunti innumerevoli ingredienti.
In Brasile si tratta di un piatto molto popolare, che risale all'età coloniale ed è presente in varie cucine regionali, servito come contorno a piatti di carne o pesce. Essendo un alimento molto economico e facile da preparare, è molto diffuso tra i lavoratori.
La preparazione di base consiste nella tostatura della farina di manioca, detta tapioca, in un grasso quale burro, margarina o olio. Spesso si prepara un soffritto di cipolla tritata finemente nel quale eseguire la tostatura.
Varianti tipiche vengono eseguite aggiungendo, prima della tostatura altri ingredienti, quali: trippa, pancetta arrostita, salsiccia fritta, uovo, cipolla, banana, cavolo.